# 코이케 텟페이

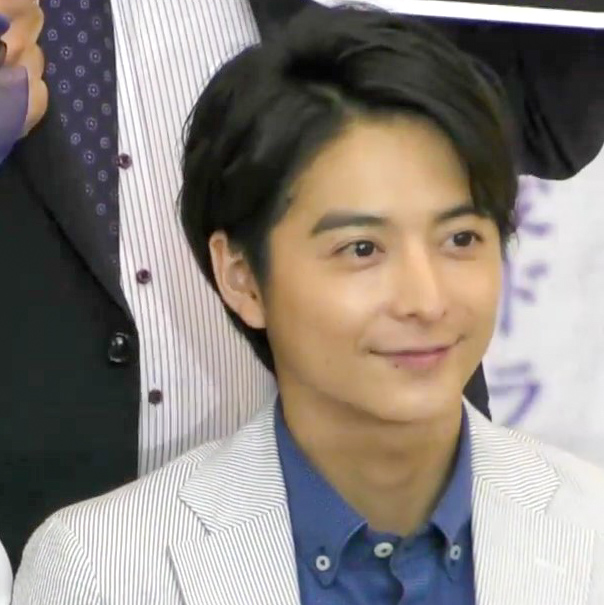

고이케 뎃페이(小池 徹平, 1986년 1월 5일 - )는 일본의 남자 배우이다.

## 개략
2001년 "제14대 주논 슈퍼 보이 그란프리"(第14代 Junon Super Boy Grand Prix)가 돼서 2002년에 드라마 "天体観測"(천체 관측)로 배우로서 데뷔했다. 2005년 드라마 《고쿠센2》에 출연하여 일약 유명해졌다. 동년 WaT의 일원으로서 가수 데뷔도 했다.
NEWS의 야마시타 도모히사, 캇툰의 다나카 고키와는 고등 학교의 동급생이다.
왼손잡이지만, 글씨를 쓸때나 볼링, 기타는 오른손을 쓴다.
친척:쟈니즈 사무소:쿄모토 타이가, 배우쿄모토 마사키, 야마모토 히로미

## 프로필
- 생일 : 1986년 (쇼와 61년) 1월 5일
- 출신지 : 오사카부 오사카사야마시
- 학력 : 호리코시 고등 학교 졸업
- 신장 : 167cm
- 가족 : 아버지, 어머니와 남동생
- 좋아하는 가수 : 고부쿠로
- 좋아하는 음식 : 간장 라면, 초밥

## 주요 출연 작품

### 드라마
- 天体観測 (천체 관측, 2002년)
- お義母さんといっしょ (시어머님과 함께, 2003년)
- あなたの人生お運びします! (당신의 인생 옮겨드리겠습니다!, 2003년)
- ヤンキー母校に帰る (양키 모교로 돌아오다, 2003년)
- ウォーターボーイズ 2 (워터 보이즈 2, 2004년)
- 放課後。 (방과 후, 2004년)
- ごくせん (고쿠센, 2005년)
- ドラゴン桜 (드래곤 사쿠라, 2005년)
- 鬼嫁日記 (귀가일기, 2005년)
- 医龍 -Team Medical Dragon- (의룡, 2006년)
- 医龍2 -Team Medical Dragon2- (의룡, 2007년)
- まだ見ぬ父へ、母へ・魂で歌う青い海〜全盲のテノール歌手・新垣勉の軌跡 (아직보이지 않는 아버지, 어머니께 영혼으로 노래하는 푸른 바다~전맹의 테너가수 아라가키 츠토무의 궤적, 2007년)
- シバトラ〜童顔刑事・柴田竹虎〜 (시바토라~동안형사 시바타 타케토라~, 2008년)
- ホームレス中学生 (홈리스 중학생, 2008년)
- チェルシーホテルへようこそ (첼시호텔에 어서 오십시오, 2009년)
- おひとりさま (독신, 2009년) 가미자카 신이치 역

### 영화
- 誰がために (누구를 위해서, 2005년)
- 러브★콤플렉스 (2006년) - 주연
- KIDS (상처 KIDS 傷KIZ／KIDS, 2008년) - 타마키히로시와 공동주연
- ホームレス中学生 (홈리스 중학생, 2008년)
- 覚悟はいいかそこの女子。 (각오는 됐나, 거기 여자, 2018년) - 마사키 타카츠구 역

### 버라이어티 쇼
- 雨ニモマケズ (비에도 지지 않아, 2006년)

## 음반 목록

### 싱글
1. 기미니 오쿠루 우타 / 럭키데 해피 (2007년 2월 14일)
2. Awaking Emotion 8/5 / my brand new way (2007년 4월 25일)
3. 기미다케 (2009년 6월 24일)

### 앨범
1. pieces (2007년 6월 27일)
2. Jack In The Box (2009년 7월 15일)

## 같이 보기
- 웬츠 에이지